# Louis Antoine Kriéger
Louis Antoine Kriéger est un ingénieur et chef d'entreprise français du début du XXe siècle. Il fait partie des pionniers de l'automobile électrique.

## Biographie
Louis Antoine Kriéger fait ses études à Paris en passant par le collège Sainte Barbe et sort diplômé de l'École Centrale des Arts et Manufactures en 1891.
En 1894, salarié de la société de batteries électriques Fulmen, il crée son premier véhicule électrique en transformant un véhicule hippomobile de type victoria de la Compagnie des fiacres de l'Abeille, en l'équipant d'un moteur électrique sur chaque roue avant. L'autonomie des batteries est alors de 30 km.
Il participe en 1895 à la course Paris-Bordeaux-Paris. Il en fera d'autres avec l'Automobile Club de France aux côtés de Camille Jenatzy ou Charles Jeantaud.
En 1898, alors que l'intérêt pour les véhicules électriques augmente en France, Kriéger fonde la Compagnie Parisienne des Voitures Électriques Système Kriéger à Courbevoie. 
Cette même année il expose au Salon de l'automobile de Paris.

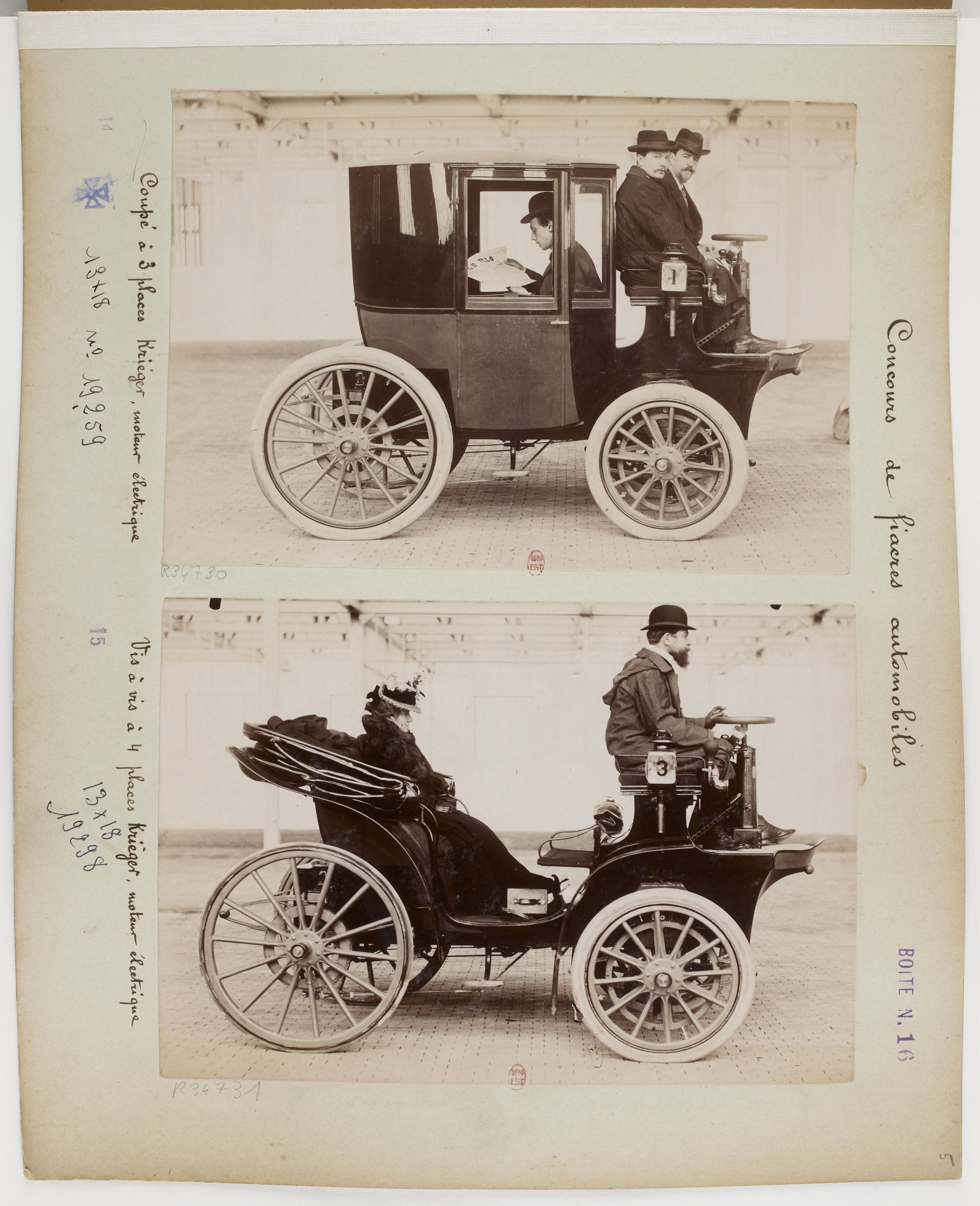
Véhicules Kriéger proposés au concours des fiacres automobiles de Paris (1898)

Le Brougham, le Landaulette et l'Electrolette étaient trois des modèles produits. En 1901, 43 véhicules électriques ont été produits, puis au moins 65 en 1902. Kriéger a produit ou aidé plusieurs véhicules de course, dont un appelé « Powerful » en 1900.
L' Electrolette était un véhicule pour deux personnes. À côté de chaque roue avant se trouvait un moteur électrique de 3 ch chacun. Le pignon sort sur le côté de la roue et s'engage avec une grande roue dentée qui est fixée contre elle. L'engrenage (roue + pignon) sont enfermés dans un boîtier étanche. Ainsi, chaque roue est actionnée indépendamment par son propre moteur. Les 800 livres de batteries Fulmen sont contenues dans une boîte qui est fixée dans le véhicule sous la carrosserie du châssis et est agencée de manière à pouvoir être facilement glissée par l'arrière. Kriéger a revendiqué au moins 65 miles sur une seule charge. L'Electrolette de 1 700 livres sur une pente de niveau pourrait parcourir 21 miles à l'heure, ou 12 à 15 miles sur une route moyenne.
Les automobiles Kriéger ont été les premières à utiliser des freins électriques régénératifs.

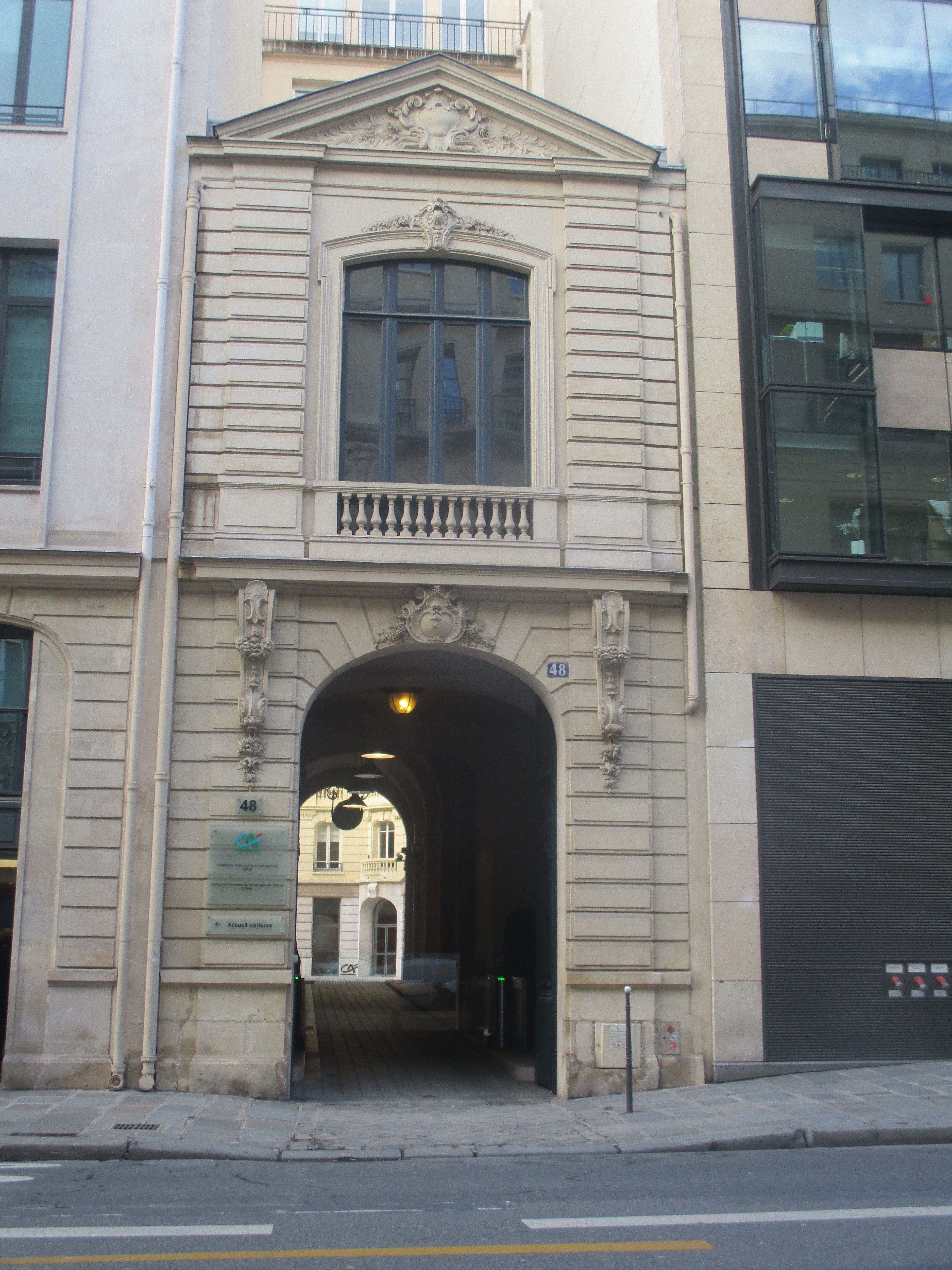
Ancien garage Kriéger, 48 rue La Boétie, à Paris

En 1903, il fait construire un garage au 46-48 rue La Boétie à Paris. Le bâtiment a été construit par l'architecte lyonnais Édouard Arnaud. 
Il produit le premier véhicule électrique hybride (HEV) Electrogenia, équipé d'une traction avant, une direction assistée et un moteur à essence complétant la batterie. C'est alors le premier véhicule français reliant Paris à Châtellerault (Vienne) sans recharge. 
En 1905, il s'associe au constructeur Brasier, et commercialise le Kriéger-Brasier, véhicule hybride électrique/essence. 
La société rencontre cependant des difficultés économiques et financières, mais ses véhicules figurent parmi les plus vendus en Europe. La Compagnie Parisienne des Taxautos Electriques, fondée en 1906, lui achète 150 fiacres électriques,.

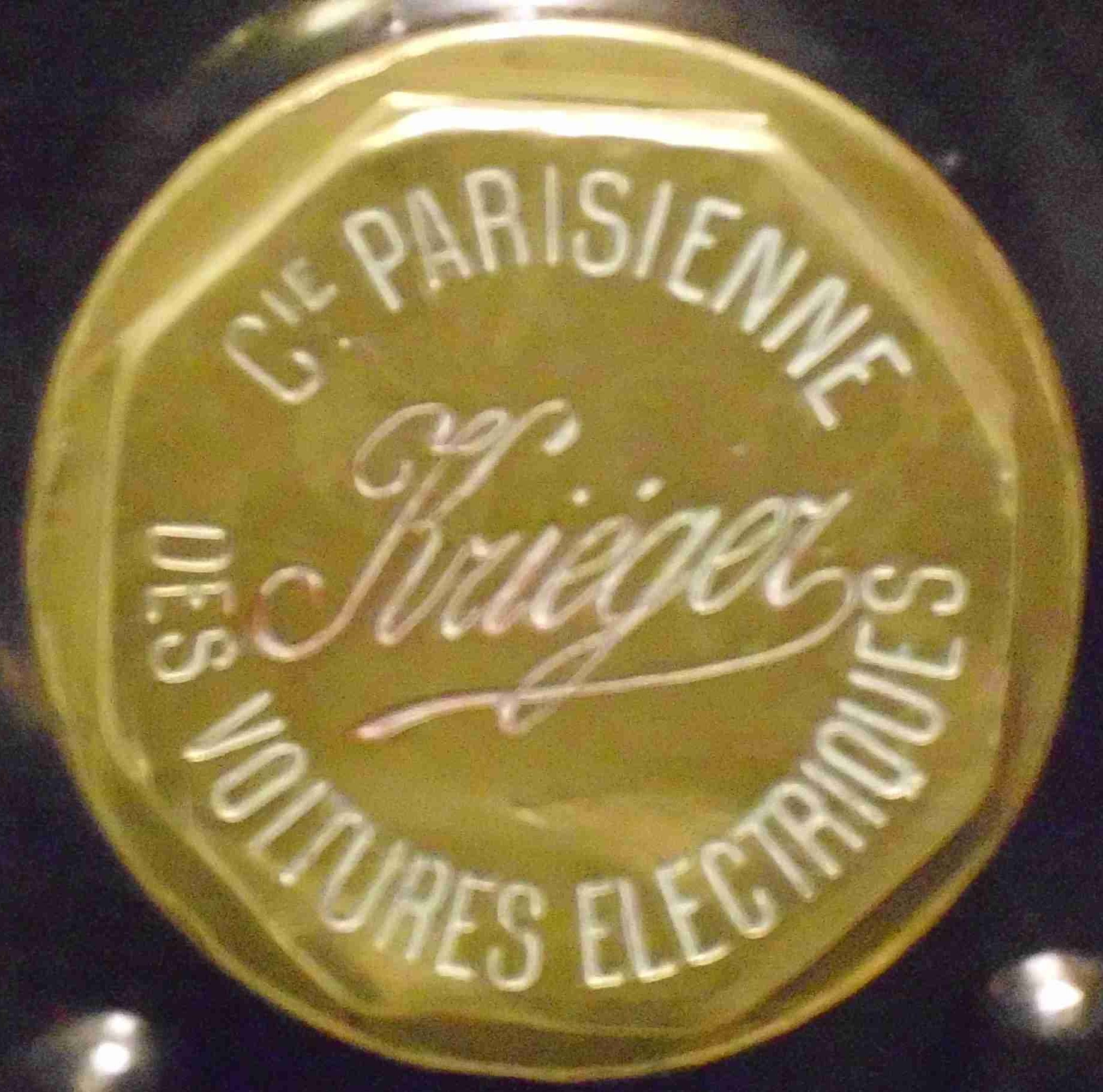
Enseigne de la compagnie Kriéger
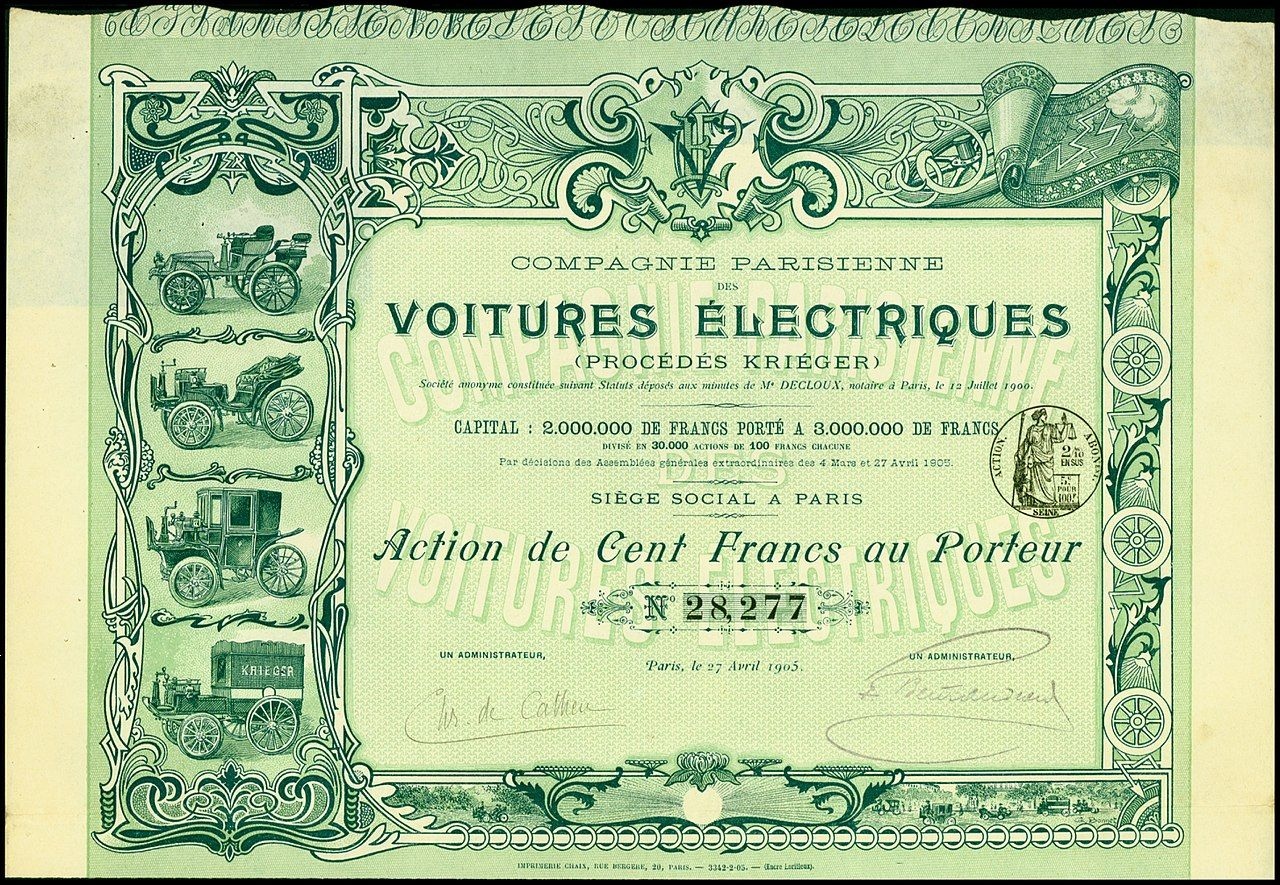
Action de la compagnie parisienne des voitures électriques (procédés Kriéger)
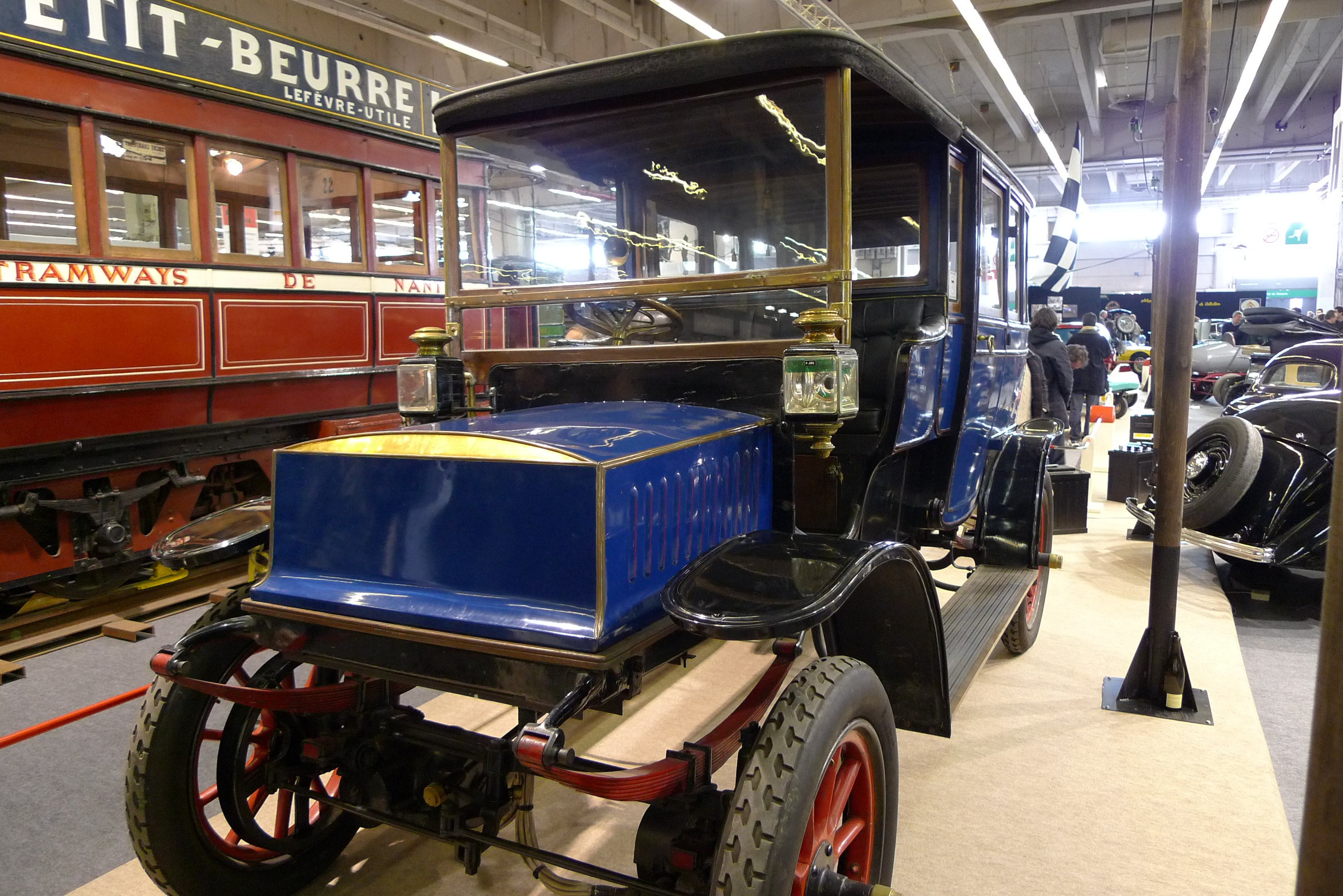
Kriéger électrique Type A 155 (1908), Salon Rétromobile 2009

Malgré un succès commercial, il connait la faillite en 1908. La société Kriéger a fabriqué des véhicules électriques jusqu'en 1909. Il existe des preuves que Louis Antoine Kriéger a continué à concevoir et à travailler avec d'autres constructeurs automobiles par la suite, en utilisant le nom d'Electrolette.

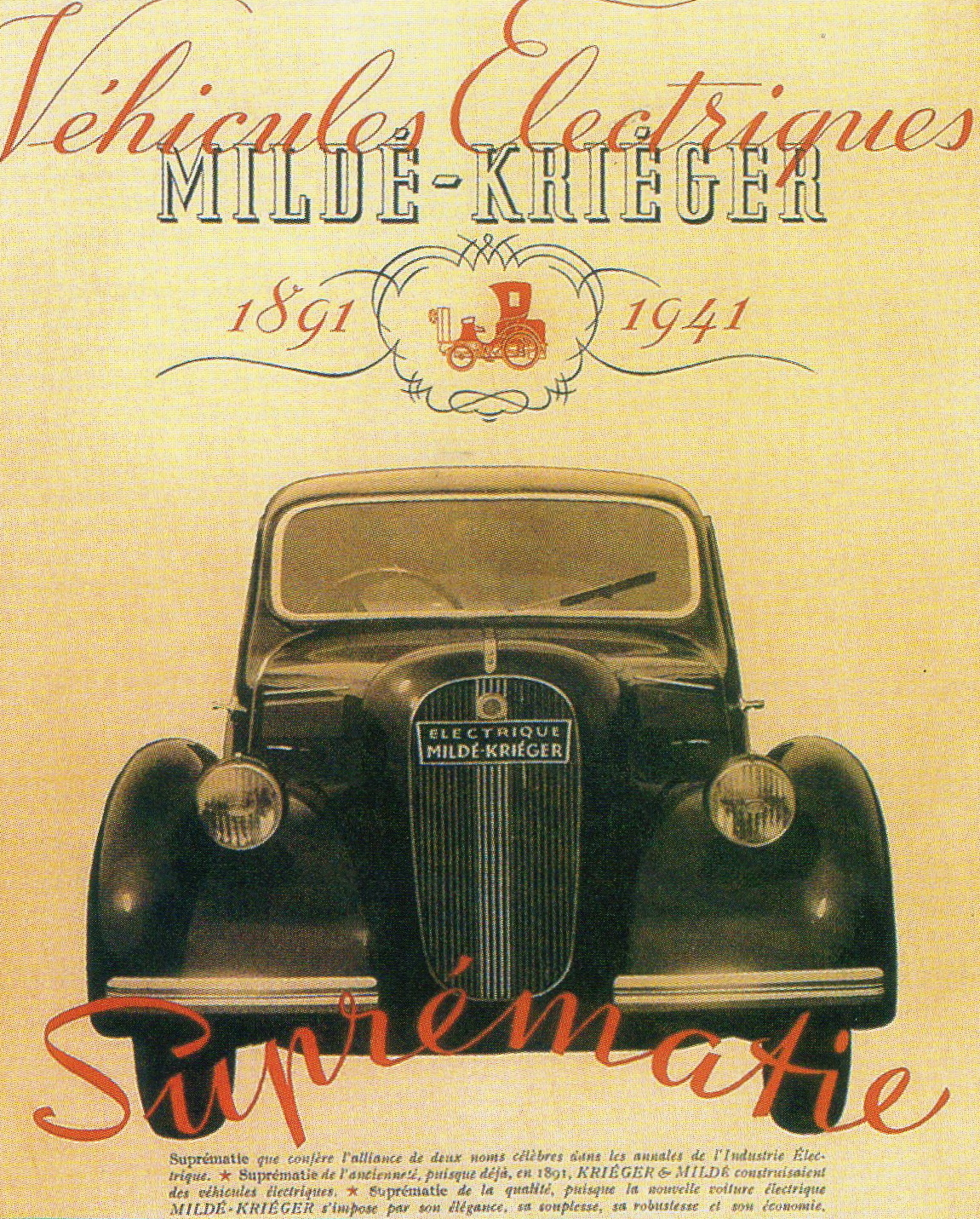
Mildé-Krieger Licorne. Ancienne publicité (1941).

Louis Antoine Kriéger s'associe en 1940 avec Charles Mildé, un autre constructeur de véhicules électriques. Ils électrifient en 1941 un véhicule à 4 places (Coach A163), produit par le carrossier La Licorne à Courbevoie dénommé La Licorne Mildé-Kriéger type AEK. Entre 120 et 150 véhicules sont produits, avec une autonomie d'environ 100 km pour 250 kg de batteries, pour un coût de 42 500 francs. La production s'arrête en 1942,.

## Brevets
Dès 1895, Louis Antoine Kriéger obtient plusieurs brevets dans le domaine des véhicules électriques ou des accumulateurs. Il introduit en particulier l'usage du nickel dans les accumulateurs alcalins, pour lequel il obtient le brevet N° 867245 le 7 octobre 1941.

## Distinctions
Il est promu officier de la Légion d'honneur le 6 décembre 1904. 
Il est membre de la Chambre Syndicale des constructeurs automobiles et devient le président de la section de locomotion électrique.